# Juraj Collinásy
Juraj Collinásy, in ungherese György Collinásy (Szerencs, 29 giugno 1907 – Košice, 22 novembre 1963) è stato un pittore slovacco.

## Biografia
Fra il 1924 e il 1927 studiò alla scuola artistica serale di Eugen Krón a Košice, quindi dal 1927 al 1929, durante il servizio militare obbligatorio, studiò privatamente a Praga presso Vincenc Beneš. Incominciò come fotografo amatore, affiancando quest'attività con il disegno. Dopo il 1936 abbandonò la fotografia per concentrarsi esclusivamente sulla pittura.
Si dedicò ai ritratti, ai paesaggi, in cui adottò colori ad effetto con un tocco decorativo, una colorazione in cui l'autore si esprime in modo quasi edonistico. Uno dei soggetti notevoli della produzione di Collinásy era un'ambientazione di interni in cui è presente una donna, dipinta nei colori del suo stile personale.
Raffigurò anche la vita e il lavoro rurale negli anni '50, con i suoi dipinti più belli che catturano costumi popolari e architettura popolare. Tuttavia, rimase un artista tipicamente urbano, catturando i momenti e le emozioni della vita urbana nei suoi dipinti vibranti e impulsivi.
Nel 1933-1934 fu premiato con la medaglia di bronzo all'International Kerstsalon Iris di Anversa. Espose a Košice (1949, 1973), a Bratislava (1950 e 1958), a Kežmarok (1957), a Bardejov (1976), a Prešov (1979).